# Lázaro Bruzón
Lázaro Bruzón Batista (* 2. Mai 1982 in Holguín/Kuba) ist ein kubanischer Schachmeister, der seit 2020 für die United States Chess Federation spielberechtigt ist.

## Leben
Bruzón, der 1988 von seiner Geburtsstadt Holguín nach Las Tunas zog und wo er noch heute lebt, wurde früh gefördert. Seit 1991 hatte er, nachdem sein Talent erkannt worden war, verschiedene Trainer und Förderer. Er gewann als Jugendlicher eine Reihe kubanischer Jugendmeisterschaften in verschiedenen Alterskategorien, wobei ihm einzig in seinem Altersgenossen Leinier Domínguez, einem weiteren großen kubanischen Talent, ein Konkurrent entgegentrat. Bereits 1997 nahm er an der kubanischen Erwachsenen-Meisterschaft teil, zahlte allerdings Lehrgeld und wurde Vorletzter. 1999, nach einer Reihe guter Turniere, wurde er vom Weltschachbund zum Internationalen Meister und kurz darauf zum Großmeister ernannt.
2000 schaffte Bruzón seinen Durchbruch: er wurde Juniorenweltmeister in Jerewan. Einen weiteren großen Erfolg feierte er 2001 in Lausanne, als er das Jungmeisterturnier (nach K.-o.-System ausgerichtet) vor Spielern wie Étienne Bacrot, Ruslan Ponomarjow und Pentala Harikrishna gewinnen konnte. 2002 gewann er das traditionsreiche Capablanca-Memorial in Havanna und das starke Turnier von Esbjerg, letzteres gemeinsam mit seinem Landsmann Leinier Domínguez.
2004 gewann er das B-Turnier in Wijk aan Zee und qualifizierte sich so für das hochkarätige A-Turnier des nächsten Jahres. Im gleichen Jahr gewann er in Santa Clara und vertrat Kuba auf der Schacholympiade in Calvià mit dem ausgezeichneten Ergebnis +6 =4 −1, wobei er Ponomarjow besiegte. Bruzón gewann im Januar 2005 die kubanische Meisterschaft, die erstmals im K.-o.-System ausgerichtet wurde, durch einen Sieg im Finale über Leinier Domínguez. Im August des gleichen Jahres feierte er den bislang größten Sieg in seiner Karriere, als er in Buenos Aires die Amerikanische Kontinentalmeisterschaft (vor u. a. Gata Kamsky) mit 8,5/11 gewann. Im selben Jahr wurde er außerdem Zweiter in Skanderborg und gewann das Torre-Memorial in Mérida (Mexiko). Im April 2006 konnte Bruzón seinen Titel bei der kubanischen Meisterschaft nicht verteidigen, er unterlag im Finale Domínguez mit 3,5:4,5. Im November desselben Jahres gewann Bruzón durch einen 1,5:0,5 Finalsieg (das Turnier wurde im K.-o.-Modus entschieden) über den Spanier Manuel Pérez die erstmals ausgetragene Meisterschaft der ibero-amerikanischen Länder in Ayamonte. Im Februar 2007 wurde er durch einen 4,5:3,5 Sieg nach Stichkampf gegen Domínguez erneut kubanischer Meister.
Nach guten Partien gewann er im August das stark besetzte Zeeland-Open 2008 in Vlissingen (NL) mit 7,5 Punkten aus 9 Runden (ohne Niederlage).
Bruzón qualifizierte sich sechsmal für den Schach-Weltpokal. Bei seiner ersten Teilnahme 2005 erreichte er die dritte Runde, 2007 und 2009 scheiterte er in der ersten Runde. Am erfolgreichsten war Bruzón 2011, als er das Achtelfinale erreichte, während er 2013 und 2015 in der zweiten Runde scheiterte.
Seit Juni 2020 ist er für die United States Chess Federation spielberechtigt.

## Mannschaftsschach
Bruzón gehört seit 2000 der kubanischen Nationalmannschaft an. Er hat seitdem an allen acht Schacholympiaden, an der Mannschaftsweltmeisterschaft 2005 und an allen vier panamerikanischen Mannschaftsmeisterschaften teilgenommen, wobei er diesen Wettbewerb 2000 in Mérida (Venezuela) und 2003 in Rio de Janeiro mit der kubanischen Mannschaft gewann.
In der spanischen Mannschaftsmeisterschaft spielte Bruzón 2006 für CA Intel-Tiendas UPI Mancha Real, 2010 für CE Barberá und 2013 für CA Equigoma-Casa Social Católica.